# Major Pál (országgyűlési képviselő)
Major Pál (Mezőberény (Békés megye), 1818. május 4. – Magyaróvár, 1890. augusztus 13.) miniszteri tanácsos és országgyűlési képviselő, Moson vármegye alispánja.

## Élete
Mezőberényben született Major Pál uradalmi adószedő (exactor dominalis) és Gyartsek Johanna fiaként. Keresztszülei ifjabb Tessedik Sámuel mezőberényi uradalmi mérnök (Tessedik Sámuel fia) és Szimonidesz Johanna voltak. Atyja báró Wenckheim József uradalmi számvevője volt. Már 12 éves korában teljes árvaságra jutott és rokonai gyámolították. Első tanulmányait a szülői háznál, a későbbieket a soproni iskolában, a jogi tanfolyamot a győri akadémián és a gazdasági tanfolyamot Magyaróvárt végezte. Soproni tanuló korában, tanulótársaival kirándulván, a város hegyei közt egy kies helyen a forrást magyar forrásnak nevezték, föléje szobrot állíttattak és ő «magyar kuti vármegyét» alakított az ifjak közt. Major az ottani magyar társaság titkára volt, 1836-ban a magyar kuti társaság alispánjává választotta; később a helytartótanács a társaságot feloszlatta és jegyzőkönyvét elvette. Fejlődésére nagy befolyással voltak az ország- és megyegyűlési termek. 1838-ban Pozsonyban Kossuth Lajos irodájában dolgozott. Az ügyvédi vizsga letétele után a magyaróvári főhercegi uradalomban kezdte pályáját mint törvénykezési tisztviselő. Mint a Szabadelvű Párt híve a Pesti Hírlapnak moson megyei rendes levelezője volt és élénk részt vett a protestáns egyház közgyűlésein. 1848-ban Moson megye árvagondnoknak, a főispán pedig táblabírónak nevezte ki, (ő volt az utolsó kinevezett táblabíró Magyarországon) 1848 végén. Csányi László párendorfi magyar táborában tábori biztosul nevezte ki és Görgei Artúr futárként küldte Pestre. Az osztrák sereg előnyomulásakor megyei állásától a császári hadaknak polgári biztosa által megfosztatott és utána visszavonultan élt ügyvédi pályáján. 1861-ben másodalispánná választatott, de még azon évben lemondott állásáról és ügyvédkedett. 1862-ben Német-,Franciaországba és Angliába utazott, 1865-től 1870-ig ismét Moson megye első alispánja, egyszersmind a megye gazdasági egyesületének alelnöke volt. A gazdaság terén szerzett érdemeiért ő felsége 1866-ban királyi tanácsosi címmel, 1870-ben a Vaskorona-renddel tüntette ki és ez évben a magyar királyi földmívelési-, ipar- és kereskedelmi minisztérium tanácsnokává neveztetett ki. 1871-ben a moson megyei zurányi kerület megválasztotta országgyűlési képviselőjének. Elhunyt 1890. augusztus 13-án délután fél 6 órakor, örök nyugalomra helyezték 1890. augusztus 15-én délután az evangélikus hitvallás szertartásai szerint.
Cikkei a Virágfüzérben (Sopron, 1837. Honi nyelvünk hajnala s a soproni magyar társaság keletkezése), a Társalkodóban (1840. Madia sativa, új olajnövény termesztéséről); a Gazdasági Lapokban (1869. Pusztul Magyar-Óvár), a Közgazdasági Hetilapban (1870. könyvism.).

## Munkái
- Moson megye államrajza. Magyar-Óvár, 1868. (Németül: Uo. 1868.).
- A magyar birodalom gazdasági viszonyainak táblázata vonatkozással több külország párhuzamos adataira. Bpest, 1874. (Németül: Uo. 1874.)
- Mosonmegye monographiája. Több szakférfiak közreműködése mellett. Kiadta Mosonymegye közönsége. Magyar-Óvár, 1878. Két füzet. (Ism. Századok 866. l.)

Országgyűlési beszédei a Naplókban (1871-75) vannak.